# Trichopelma flavicomum
Trichopelma flavicomum is een spinnensoort uit de familie vogelspinnen (Theraphosidae). De soort komt voor in Brazilië.